# 2015 RL258
2015 RL258 est un objet transneptunien considéré comme épars.

## Découverte
2015 RL258 est l'une des trente planètes mineures les plus lointaines observées dans notre système solaire, l'objet n'a pas été observé depuis 2015.

## Caractéristiques
2015 RL258 mesure environ 200 km de diamètre, ce qui pourrait le qualifier comme un candidat au statut de planète naine.